# Eliasz od Pomocy Najświętszej Marii Panny Nieves Castillo
Eliasz od Pomocy Najświętszej Marii Panny Nieves Castillo, hiszp. Elías del Socorro Nieves (ur. 21 września 1882 w Yuriria, zm. 10 marca 1928 w Cortazar) – meksykański błogosławiony Kościoła katolickiego, augustianin, męczennik, ofiara prześladowań antykatolickich w Meksyku.

## Życiorys
Urodził się w ubogiej, rolniczej, religijnej rodzinie. Na chrzcie otrzymał imiona Eliasz Mateusz. Marzył o zostaniu kapłanem, jednak mając 12 lat zachorował na gruźlicę, co tymczasowo uniemożliwiło mu wstąpienie do seminarium. W 1904 roku przyjęto go do seminarium augustianów w Yuriria, a w 1916 roku otrzymał święcenia kapłańskie. Pracował na terenach różnych parafii, a od 1921 r. pełnił obowiązki wikariusza w La Cañada de Caracheo. Po wprowadzeniu nakazu przeniesienia się kapłanów do miast, pozostał z wiernymi pełniąc swoją posługę kapłańską, za co został aresztowany 8 marca 1928 r. i zastrzelony w dwa dni później. Jego ostatnimi słowami był okrzyk: „Niech żyje Chrystus Król”.
Relikwie Eliasza zostały przeniesione do kościoła parafialnego w La Cañada de Caracheo, które jest miejscem szczególnego kultu błogosławionego.
Po procesie kanonicznym w diecezji Morelia Beatyfikował go papież Jan Paweł II 12 października 1997 roku.
Atrybutem świętego jest palma.
Wspomnienie liturgiczne obchodzone jest w dies natalis (10 marca).